# Cantón de Bagaces
Bagaces es el cuarto cantón de la provincia de Guanacaste, al norte de Costa Rica. Su cabecera es la homónima ciudad de Bagaces.
El volcán Miravalles y parte del parque nacional Miravalles-Jorge Manuel Dengo que lo contiene se encuentran en este cantón, lo mismo que el parque nacional Palo Verde.

## Toponimia
El nombre del cantón es en recuerdo del cacique Bagatzí que habitaba la región cuando llegaron los españoles en el siglo XVI. Según don Carlos Gagini en su obra Los Aborígenes de Costa Rica, es una palabra indígena, probablemente del nahuatl, que significa baga; carrizo, caña y tzi: lugar; es decir: Lugar de caña o carrizo.

## Historia
En la época precolombina el territorio que actualmente corresponde al cantón Bagaces, un grupo de indígenas denominados nahua o azteca, tuvieron un enclave o colonia en la región.
Bagaces en el transcurso de su existencia como asentamiento humano, ha tenido tres ubicaciones. La primera en el área próxima a la confluencia de los ríos Tenorio y Curubicí (hoy Corobicí), en jurisdicción del actual cantón Cañas, en donde se erigió una ermita en 1687, con el propósito de formar una población con los habitantes del valle de Bagaces, sin lograr resultados positivos. La segunda se ubicó hacia el noroeste de la primera, en el sector aledaño a la margen oeste del río conocido hoy como Villa Vieja por el año de 1739. La última se efectuó en 1790, llevado a cabo por el padre Nicolás Carrillo a su asiento definitivo, en la actual ciudad Bagaces.
La primera ermita se construyó en 1687. La parroquia se erigió en 1790, dedicada a la virgen de la Inmaculada Concepción. La iglesia actual se construyó en 1940, durante el arzobispado de Monseñor don Víctor Manuel Sanabria Martínez, segundo arzobispo de Costa Rica; la cual en este momento es sufragánea de la diócesis de Tilarán de la provincia eclesiástica de Costa Rica.
Según el historiador Percy Rodríguez Argüello se conoce de la instalación de su cabildo constitucional en 1813 y con la reinstalación de los ayuntamientos en 1820, Bagaces procedió a la conformación de su Cabildo.
En la administración de nuestro primer jefe de Estado, don Juan Mora Fernández, el 11 de noviembre de 1824, en ley No 20, se le otorgó el título de villa a la población de Concepción de Bagaces. En ley No 63 de 4 de noviembre de 1825, Bagaces constituyó una villa del distrito Cañas, del Departamento Occidental, uno de los dos en que se dividió, en una oportunidad, el territorio del Estado. En ley No 105 de 27 de marzo de 1835, la villa Bagaces formó parte del Departamento de Guanacaste. Mediante ley No 36 de 7 de diciembre de 1848, Bagaces y Cañas conformaron el cantón cuarto de la provincia Guanacaste. E1 29 de septiembre de 1858, por ley No 22 se dispuso el traslado de las villas de Bagaces y de Cañas al sitio denominado Bebedero, en la confluencia de los ríos Las Piedras (hoy Blanco) y Tenorio; veinticuatro años después por decreto del Poder Ejecutivo, de 31 de julio de 1882 se derogó la anterior ley. El 30 de julio de 1918, en el gobierno de don Federico Tinoco Granados, se decretó la ley No 44, que le confirió a la villa, la categoría de ciudad.
En la división territorial escolar de la República establecida en 1886, Bagaces constituyó el distrito escolar número uno de este cantón. La escuela lleva el nombre de don Tomás Guardia Gutiérrez.
El Liceo de Bagaces inició sus actividades en 1968, en la administración de don José Joaquín Trejos Fernández, en las instalaciones de la escuela Rafael Iglesias Castro.
El primer alumbrado público de Bagaces fue de faroles de carburo colocados en 1910. El alumbrado eléctrico con bombillos se instaló en 1960, en el gobierno de don Mario Echandi Jiménez.

### Cantonato
La Constitución Política del 30 de noviembre de 1848, en el artículo 8.º, estableció por primera vez las denominaciones de provincia, cantón y distrito parroquial.
De conformidad con la anterior disposición, en ley No 36 del 7 de diciembre del mismo año, en el artículo 9.º, se creó Bagaces como cantón número cuatro de la provincia Guanacaste, con dos distritos parroquiales, siendo por lo tanto, uno de los más antiguos de la República.

## Ubicación
No posee salida al mar, pero sí es el cantón que colinda con más símiles suyos en la provincia, pues comparte límites con Liberia, Carrillo, Cañas, Nicoya, una pequeña porción con Santa Cruz, y gran parte con Upala, este último de la provincia de Alajuela.
Los límites del cantón son los siguientes: 
- Norte: Upala
- Oeste; Liberia, Carrillo, Santa Cruz
- Este: Cañas
- Sur: Nicoya

## Geografía
Cantón de Bagaces cuenta con un área de 1277,93 km² y una altitud media de 63 m s. n. m.
La anchura máxima es de cincuenta y siete kilómetros, en dirección norte y sur, desde la naciente del río Salto hasta la confluencia de los ríos Tempisque y Bebedero.
A 15 km al norte de Bagaces se encuentra el  Volcán Miravalles, con una elevación de 2028 m s. n. m. y con un cráter de unos 600 m de diámetro. Actualmente presenta actividad volcánica de tipo secundario (solfataras, batideros de lodo y fuentes termales) en el área denominada “Las Hornillas”. En las faldas de este volcán el Instituto Costarricense de Electricidad (ICE) desarrolla el proyecto Geotérmico Miravalles.

## División administrativa
Bagaces consta de cuatro distritos;
1. Bagaces
2. Fortuna
3. Mogote
4. Río Naranjo

### Leyes y decretos de creación y modificaciones
- Decreto Legislativo 167 de 7 de diciembre de 1848 (menciona este cantón, conformado por Bagaces y Cañas).
- Ley 44 de 30 de julio de 1918 (título de ciudad a la villa Bagaces).
- Decreto 29 de 14 de agosto de 1968 (creación y límites del distrito 2 La Fortuna).
- Ley 4541 de 17 de marzo de 1970 (creación y límites del cantón Upala, colindante con este cantón).
- Decreto Ejecutivo 2077-G de 26 de noviembre de 1971 (creación y límites del distrito 3 Mogote).
- Decreto Ejecutivo 2183-G de 2 de febrero de 1972 (declara oficial nombre Mogote para el distrito 3).
- Decreto Ejecutivo 24286-G de 27 de abril de 1995 (creación y límites del distrito Río Naranjo)

## Demografía
Para el año 2022, Cantón de Bagaces cuenta con una población estimada de 23 709 habitantes, y para el último censo efectuado, en 2011, Cantón de Bagaces contaba con una población de 19 536 habitantes.
De acuerdo al censo Nacional del 2011, la población del cantón era de 19 536 habitantes, de los cuales, el 8,3 % nació en el extranjero. El mismo censo destaca que había 5615 viviendas ocupadas, de las cuales, el 53,3 % se encontraba en buen estado y había problemas de hacinamiento en el 6,5% de las viviendas. El 47,4% de sus habitantes vivían en áreas urbanas.
Entre otros datos, el nivel de alfabetismo del cantón es del 96,2%, con una escolaridad promedio de 7,0 años.
El mismo censo detalla que la población económicamente activa se distribuye de la siguiente manera:
- Sector Primario: 29,2%
- Sector Secundario: 12,6%
- Sector Terciario: 58,2%